# Тогыс
Тогыс (каз. Тоғыс, до 199? г. — Нефтеразведка) — упразднённое село в Толебийском районе Туркестанской области Казахстана.  В 2014 году включено в состав города Шымкент и исключено из учетных данных. Бывший административный центр Казгуртского сельского округа. Код КАТО — 515849100.

## Население
В 1999 году население села составляло 2415 человек (1205 мужчин и 1210 женщин). По данным переписи 2009 года, в селе проживало 6018 человек (2971 мужчина и 3047 женщин).